# 1972 Yi Xing
1972 Yi Xing è un asteroide della fascia principale. Scoperto nel 1964, presenta un'orbita caratterizzata da un semiasse maggiore pari a 2,4195663 UA e da un'eccentricità di 0,1663391, inclinata di 4,12621° rispetto all'eclittica.
L'asteroide è dedicato all'omonimo astronomo cinese.